# Wołodymyr Hołubnyczy
Wołodymyr Stepanowycz Hołubnyczy (ukr. Володимир Степанович Голубничий; ros. Владимир Степанович Голубничий, trb. Władimir Stiepanowicz Gołubniczij; ur. 2 czerwca 1936 w Sumach, zm. 16 sierpnia 2021 tamże) – radziecki lekkoatleta chodziarz pochodzenia ukraińskiego, dwukrotny mistrz olimpijski i mistrz Europy. Jedyny chodziarz w historii, który zdobył medale na czterech kolejnych igrzyskach olimpijskich (w chodzie na 20 kilometrów).
Pierwszy sukces międzynarodowy odniósł na igrzyskach olimpijskich w 1960 w Rzymie, kiedy został złotym medalistą w chodzie na 20 km, wyprzedziwszy Australijczyka Noela Freemana i Brytyjczyka Stanleya Vickersa. Na mistrzostwach Europy w 1962 w Belgradzie zajął 3. miejsce na tym dystansie za Brytyjczykiem Kenem Matthewsem i reprezentantem NRD Hansem-Georgiem Reimannem. Brązowy medal wywalczył również na igrzyskach olimpijskich w 1964 w Tokio za Matthewsem i reprezentantem NRD Dieterem Lindnerem. Został srebrnym medalistą na 20 km na mistrzostwach Europy w 1966 w Budapeszcie (zwyciężył Lindner). Zajął 2. miejsce na tym dystansie w Pucharze Lugano w 1967 w Bad Saarow.
Hołubnyczy zdobył swój drugi tytuł mistrzowski na igrzyskach olimpijskich w 1968 w Meksyku przed Meksykaninem José Pedrazą i Mykołą Smahą z ZSRR. Ponownie zajął 2. miejsce w chodzie na 20 kilometrów w Pucharze Lugano w 1970 w Eschborn. Na swych czwartych igrzyskach olimpijskich w 1972 w Monachium został srebrnym medalistą, przegrywając jedynie z Peterem Frenkelem z NRD. W wieku 38 lat został złotym medalistą mistrzostw Europy w 1974 w Rzymie na 20 km. Wystąpił jeszcze na igrzyskach olimpijskich w 1976 w Montrealu, gdzie zajął 7. miejsce w chodzie na 20 km.
Dwukrotnie poprawiał rekord świata w chodzie na 20 kilometrów uzyskując czasy: 1:30:36 23 września 1955 w Kijowie oraz 1:27:04 5 lipca 1959 w Moskwie; dwukrotnie ustanowił rekordy świata w chodzie na 20 000 metrów (na bieżni): 1:30:02,8 2 października 1955 w Kijowie oraz 1:27:05,0 23 września 1959 w Symferopolu.
Był mistrzem ZSRR w chodzie na 20 km w 1960, 1964, 1965, 1968, 1972 i 1974, wicemistrzem na tym dystansie w 1962, 1963, 1966, 1970 i 1976 oraz brązowym medalistą w 1967 i 1975.